# 新良篤
新良 篤（にいら あつし、1933年12月1日 - 2021年5月19日）は、日本の経営者。元住友信託銀行社長。東京都出身。

## 来歴・人物
1956年に東京大学法学部を卒業し、同年に住友信託銀行に入行。東洋工業(現在のマツダ)へ出向し、常務も務め、1984年6月に取締役に就任、1987年6月に常務、1989年6月に専務、1991年6月に副社長を経て、1993年6月に社長に就任。1998年6月に取締役相談役に就任。
南海電気鉄道取締役も務めた。
2021年5月19日がん性胸膜炎のために死去。87歳没。